# آگوستو جنینا
آگوستو جنینا (به ایتالیایی: Augusto Genina) (زاده  ۲۸ ژانویه ۱۸۹۲ – درگذشته ۱۸ سپتامبر ۱۹۵۷) از پیشگامان ایتالیایی سینما بود. او به تهیه‌کنندگی و کارگردانی اشتغال داشت.
او در پنج دهه (از اوایل دهه ۲۰ تا میانه دهه ۶۰) فعالیت حرفه‌ای خود بیش از ۸۰ فیلم ساخت. جنینا دوبار در سال‌های ۱۹۳۶ و ۱۹۴۰ برنده جام موسولینی برای بهترین فیلم ایتالیایی در جشنواره فیلم ونیز شد.

## بخشی از فیلمشناسی
- کرم شب‌تاب
- مادالنا
- محله لاتن